# Gintama (película)
Gintama (銀魂 lit. Alma plateada?) es una película japonesa de comedia y acción, escrita y dirigida por Yūichi Fukuda y protagonizada por Shun Oguri, Masaki Suda, Kanna Hashimoto y Yūya Yagira. Es una adaptación de acción real del manga homónimo escrito e ilustrado por Hideaki Sorachi, cuya publicación comenzó en 2003. Fue lanzada en Japón el 14 de julio de 2017 por Warner Bros. Pictures.

## Argumento
La historia tiene lugar en Edo —antiguo nombre por el cual era conocida la ciudad de Tokio— la cual ha sido invadida y conquistada por unos extraños seres alienígenas llamados «Amanto». La gente de la Tierra luchó contra estos durante más de 10 años, sin embargo, el shogunato ve el poder de los Amanto demasiado fuerte y finalmente decide aceptar la derrota. El shogunato no pasa a ser más que un títere del gobierno de los Amanto, y dicta una ley que prohíbe el uso de las espadas en el país. Debido a estas acciones, los samuráis, quienes lucharon contra los Amanto en nombre de su país y señor, caen en la decadencia.
Gintoki Sakata (Shun Oguri) es un excéntrico samurái de cabello plateado que, junto a su aprendiz, Shinpachi Shimura (Masaki Suda), y Kagura (Kanna Hashimoto), una adolescente alienígena, realizan todo tipo de trabajos con la finalidad de pagar la renta mensual del departamento donde se hospedan, la cual normalmente no es pagada casi nunca.

## Reparto
- Shun Oguri como Gintoki Sakata[3]
- Masaki Suda como Shinpachi Shimura[3]
- Kanna Hashimoto como Kagura[3]
- Yūya Yagira como Toshirō Hijikata[3]
- Masaki Okada como Kōtarō Katsura[3]
- Nakamura Kankurō VI como Isao Kondo[3]
- Ryō Yoshizawa como Sōgo Okita[3]
- Hirofumi Arai como Nizō Okada
- Akari Hayami como Tetsuko Murata
- Tsuyoshi Muro como Gengai Hiraga[3]
- Masami Nagasawa como Tae Shimura[3]
- Mikako Takahashi como Sadaharu (voz)
- Kōichi Yamadera como Shōyō Yoshida (voz)
- Takayuki Yamada como Elizabeth (voz)
- Tsuyoshi Dōmoto como Shinsuke Takasugi
- Jirō Satō como Henpeita Takechi
- Nanao como Matako Kijima
- Ken Yasuda como Tetsuya Murata

## Producción y recepción
La filmación de la película tuvo lugar en julio, agosto y principios de septiembre de 2016. En su primer fin de semana, el filme amasó una suma de ¥ 541.032.900 (alrededor de 5 millones en dólares estadounidenses), siendo la película de acción en vivo más taquillera de aquel fin de semana, superando incluso a Piratas del Caribe: La venganza de Salazar. La película fue estrenada en 335 cines a lo largo del país, recaudando ¥ 982.291.500 en sus primeros cuatro días de estreno, y un total 1.78 billones de yenes en su undécimo día. En China, Gintama fue estrenada el 1 de septiembre en 8.000 cines, convirtiéndose en la película japonesa con mayor acogida en China en la historia, rompiendo el récord de Kimi no Na wa. de Makoto Shinkai, la cual fue estrenada en 7.000 cines en diciembre de 2016.
El director, Yūichi Fukuda, comentó que «al escuchar el número de cines en los que sería mostrada la película, no pude imaginarlo debido a que era muy diferente a como lo fue en Japón. He oído que Gintama también ha sido muy popular en China. Sólo puedo orar para que el live-action pueda de alguna manera satisfacer sus expectativas».
El filme ha gozado de una buena acogida a nivel comercial, aunque ha recibido críticas mixtas. Mark Schilling de The Japan Times consideró que las sátiras grotescas hicieron del filme una pérdida, comentando que «Gintama es otra adaptación de manga con demasiada trama, demasiados personajes y muchas emociones a todo volumen, tal como si lo "ruidoso" equivaliera a "gracioso". Y interpretando al héroe holgazán y perezoso, Gintoki, Oguri pasa demasiado tiempo en la pantalla con el dedo insertado en la fosa nasal [...], una de muchas sátiras grotescas en la película».

## Premios y nominaciones
| Premio                        | Categoría              | Nominado        | Resultado |
| ----------------------------- | ---------------------- | --------------- | --------- |
| 30th Nikkan Sports Film Award | Mejor actor            | Shun Oguri      | Nominado  |
| 30th Nikkan Sports Film Award | Mejor celebridad nueva | Kanna Hashimoto | Nominada  |